# Rebucija
Rebucija (lat. Rebutia) je vrtsa patuljastog kaktusa, čija su postojbina Argentina i Bolivija.

## Uzgoj
Ovo je patuljasta biljka, bogato cvate i omiljena je kod uzgajivača. Razmnožava se reznicama i sjetvom. Zahtijeva normalnu mješavinu zemlje i vlažnost, a da bi bolje uspijevala potrebno joj je zasjenjeno mjesto, jer jako sunce brzo spali ovu biljku. Uz kvalitetno zalijevanje dobro prezimi i hladnije zime.

## Vrste
- Rebutia arenacea
- Rebutia canigueralii
- Rebutia fabrisii
- Rebutia fiebrigii
- Rebutia marsoneri
- Rebutia mentosa
- Rebutia minuscula
- Rebutia muscula
- Rebutia narvaecensis
- Rebutia neocumingii
- Rebutia pseudodeminuta
- Rebutia pygmaea
- Rebutia spegazziniana
- Rebutia steinbachii
- Rebutia steinmannii
- Rebutia krainziana

## Galerija
- Rebutia pygmaea
- Rebutia kariusiana
- Rebutia heliosa var. cajasensis